# نبردناو کلاس کلرادو
نبردناو کلاس کلرادو (به انگلیسی: Colorado-class battleship) یک کلاس از کشتی است که طول آن ۶۲۴ فوت ۳ اینچ (۱۹۰٫۲۷ متر) می‌باشد.